# Biačka kokošina
Biačka kokošina (lat. Megapodius geelvinkianus) je vrsta ptice iz roda Megapodius, porodice kokošina.
Živi isključivo u na otoku Biak u Indoneziji, te njegovim satelitskim otocima Mios Korwar, Numfor, Manim i Mios Num. Njezina prirodna staništa su suptropske i tropske vlažne nizinske šume te suptropska i tropska vlažna grmovita područja. Ugrožena je zbog gubitka staništa i lova. Malo je poznatih podataka o njoj.
Duga je prosječno oko 36 centimetara. Perje joj je tamno-sivo s tankom ćubom. Lice joj je crvenkasto ili plavkasto. Noge su crvene ili tamno-sive. 